# Giorgio de' Buondelmonti
Giorgio de' Buondelmonti, död 1453, var en frankisk monark. Han var despot av despotatet Epirus 1411–1411.